# Ла-Бастид-дю-Сала
Ла-Басти́д-дю-Сала́ (фр. La Bastide-du-Salat) — коммуна во Франции, находится в регионе Юг — Пиренеи. Департамент коммуны — Арьеж. Входит в состав кантона Сен-Лизье. Округ коммуны — Сен-Жирон.
Код INSEE коммуны — 09041.

## Население
Население коммуны на 2008 год составляло 197 человек.
| 1962 | 1968 | 1975 | 1982 | 1990 | 1999 | 2008 |
| ---- | ---- | ---- | ---- | ---- | ---- | ---- |
| 216  | 218  | 180  | 160  | 147  | 171  | 197  |

## Экономика
В 2007 году среди 111 человек в трудоспособном возрасте (15—64 лет) 79 были экономически активными, 32 — неактивными (показатель активности — 71,2 %, в 1999 году было 65,1 %). Из 79 активных работали 71 человек (40 мужчин и 31 женщина), безработных было 8 (6 мужчин и 2 женщины). Среди 32 неактивных 5 человек были учениками или студентами, 19 — пенсионерами, 8 были неактивными по другим причинам.